# Glen Echo Park
Glen Echo Park és una població dels Estats Units a l'estat de Missouri. Segons el cens del 2000 tenia 166 habitants.

## Demografia
Segons el cens del 2000, Glen Echo Park tenia 166 habitants, 63 habitatges, i 50 famílies. La densitat de població era de 2.136,4 habitants per km².
Dels 63 habitatges en un 28,6% hi vivien nens de menys de 18 anys, en un 55,6% hi vivien parelles casades, en un 19% dones solteres, i en un 20,6% no eren unitats familiars. En el 19% dels habitatges hi vivien persones soles el 19% de les quals corresponia a persones de 65 anys o més que vivien soles. El nombre mitjà de persones vivint en cada habitatge era de 2,63 i el nombre mitjà de persones que vivien en cada família era de 3,02.
Per edats la població es repartia de la següent manera: un 25,9% tenia menys de 18 anys, un 4,2% entre 18 i 24, un 22,3% entre 25 i 44, un 31,3% de 45 a 60 i un 16,3% 65 anys o més.
L'edat mediana era de 44 anys. Per cada 100 dones de 18 o més anys hi havia 92,2 homes.
La renda mediana per habitatge era de 51.250 $ i la renda mediana per família de 60.833 $. Els homes tenien una renda mediana de 42.917 $ mentre que les dones 40.417 $. La renda per capita de la població era de 24.564 $. Cap de les famílies estaven per davall del llindar de pobresa.

## Poblacions més properes
El següent diagrama mostra les poblacions més properes.